# Devario devario
Devario devario (Hamilton, 1822) è un pesce osseo di acqua dolce appartenente alla famiglia Danioninae.

## Distribuzione e habitat
È diffuso nei torrenti dall'Afghanistan al Bangladesh. Risulta introdotto nelle Filippine ma si ignora se abbia formato popolazioni naturalizzate.

## Descrizione
Questa specie è priva di barbigli. Presenta un corpo compresso sui lati, che raggiunge una lunghezza massima di 10 cm. La colorazione è da verdastra a grigia-argentata con macchie e striature azzurre; la linea laterale è completa.

## Biologia

### Alimentazione
È onnivoro e si nutre sia di alghe che di invertebrati (cladoceri, insetti, isopodi, vermi).

### Riproduzione
È oviparo e la fecondazione è esterna.

## Conservazione
Viene classificato come "a rischio minimo" (LC) dalla lista rossa IUCN perché potrebbe essere minacciato dal degrado del suo habitat ma è una specie comune.

## Acquariofilia
Può essere allevato in acquario.